# 迫川站
迫川站（日语：／ Hazakawa eki */?）是位於岡山縣岡山市南區，西日本旅客鐵道（JR西日本）宇野線（宇野港線）的車站。車站編號為JR-L11。

## 車站構造

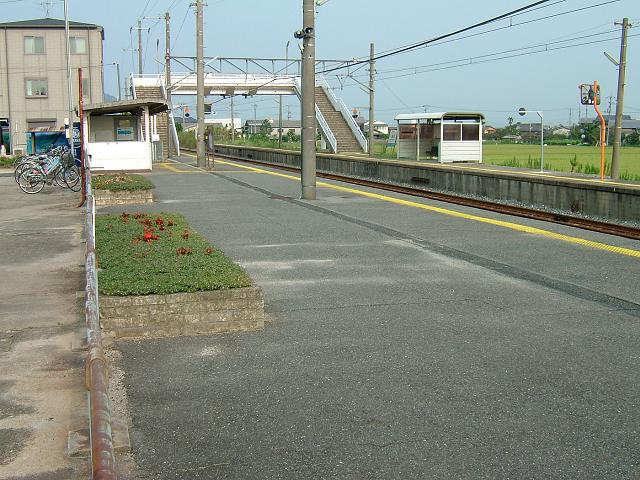
上行月台望向岡山方向（2005年9月18日）

車站是一座地面車站，設有2面2線的相對式月台。此站沒有車站大樓。兩月台之間設有跨線橋連接。上行月台中央處設有出入口。
此站是由兒島站管理的無人車站。上行線月台上設有候車室，內部可購買近距離車票和為IC卡增值。此站沒有安全側線。
現時停靠此車站只有普通列車。在宇高連絡船現役時代，會有優等列車與前往四國的貨運列車駛經此站，因此列車交會長度較長。有人車站時代曾經設有車站大樓和貨運設施，均位於上行月台附近。

### 月台
| 月台 | 路線     | 上下行 | 方向             |
| ---- | -------- | ------ | ---------------- |
| 1    | 宇野港線 | 上行   | 茶屋町、岡山方向 |
| 2    | 宇野港線 | 下行   | 宇野方向         |

- 上述的路線名稱取自旅客資訊上的稱呼（愛稱）。另外，有一段時間站內沒有月台編號牌，後來在月台候車室補回月台編號牌。

## 歷史
- 1910年6月12日：宇野線開通，由加站（日语：／）啟用[1]。
- 1952年11月15日：站名改為迫川站。
- 1961年：

- 4月：隨著國道30號開通。車站西邊的工程完成。
- 9月1日：宇野線單線自動化。

- 1970年：

- 4月5日：宇野線CTC化完成。
- 4月30日：行李列車退出宇野線，茶屋町站至宇野站之間中途站的行李托運服務取消。
- 5月1日：與彥崎站、備前田井站、八濱站共同無人化。

- 1987年：

- 3月23日：開設行走於岡山站至宇野站之間的快速「備讚Liner」。
- 4月1日：隨國鐵分割民營化，車站由西日本旅客鐵道（JR西日本）營運。

- 1988年4月10日：因應瀨戶大橋開通，快速「備讚Liner」停駛。
- 2002年4月1日：JR貨物「茶屋町站至宇野站之間」的第二種鐵道事業廢止。並開始使用自動售票機。
- 2019年3月16日：增設「ICOCA」感應器，可使用「ICOCA」作出站、入站之用，同時也增設具有增值功能的自動售票機。

## 使用狀況
| 乘車人次變化 | 乘車人次變化 |
| 年度         | 1日平均人次  |
| ------------ | ------------ |
| 1999         | 332          |
| 2000         | 334          |
| 2001         | 313          |
| 2002         | 319          |
| 2003         | 298          |
| 2004         | 276          |
| 2005         | 272          |
| 2006         | 268          |
| 2007         | 259          |
| 2008         | 245          |
| 2009         | 231          |
| 2010         | 232          |
| 2011         | 226          |
| 2012         | 233          |
| 2013         | 254          |
| 2014         | 257          |
| 2015         | 252          |
| 2016         | 244          |
| 2017         | 226          |
| 2018         | 230          |
| 2019         | 207          |
| 2020         | 161          |

## 相鄰車站
西日本旅客鐵道
 宇野港線（宇野線）
備前片岡（JR-L10）－迫川（JR-L11）－常山（JR-L12）

## 外部連結
- 迫川｜車站資訊：JR出門網 - 西日本旅客鐵道（日語）